# ردا

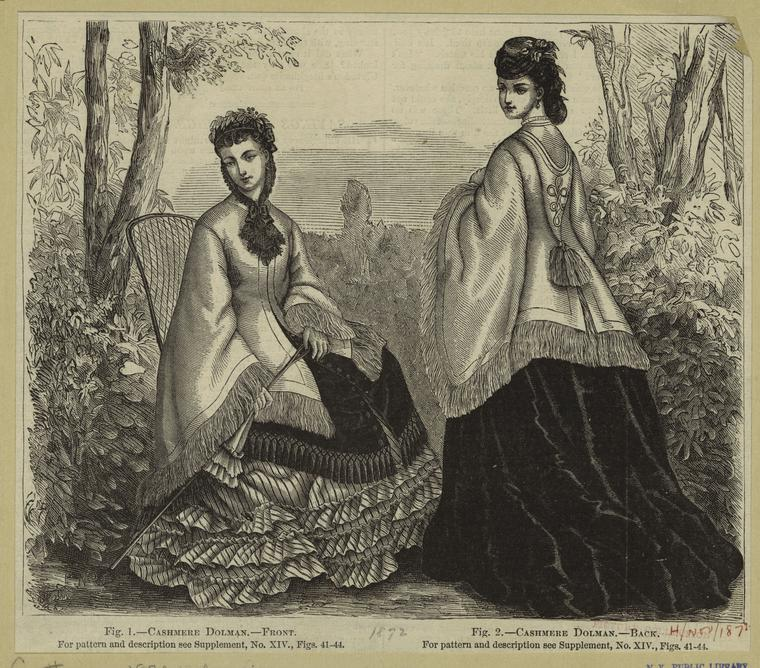
ردای زنانه دولمان از نمای جلو و پشت. هارپرز بازار، نوامبر ۱۸۷۱

رَدا (به انگلیسی: Mantle) (برگرفته از mantel فرانسوی قدیمی، از mantellum، اصطلاح لاتین برای ردای بلند) نوعی لباس گشاد است که معمولاً روی لباس‌های درونی پوشیده می‌شود تا به همان هدفی که کت می‌رسد، عمل کند. از نظر فنی، این اصطلاح یک شنل بلند و گشاد را توصیف می‌کند که از قرن ۱۲ تا ۱۶ توسط هر دو جنس پوشیده می‌شد، اگرچه در سدهٔ نوزدهم برای توصیف هر لباس بیرونی گشاد شبیه به شنل استفاده می‌شد. به عنوان مثال، دولمان، لباس زنانه شنل‌مانند سدهٔ نوزدهمی با آستین‌های جزئی اغلب به عنوان ردا توصیف می‌شود.

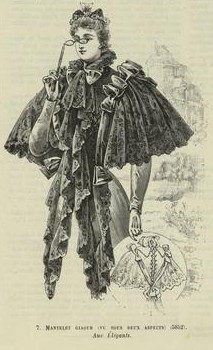
رداچه، فرانسوی، ۱۸۹۵

یک نوع از ردا، رَداچه است (با املای mantelet, mantelot و mantlet)، معمولاً یک نسخه کوتاه‌شده از ردا را توصیف می‌کند. این اصطلاح در اوایل سال ۱۳۸۶ در " داستان شوالیه " نوشته جفری چاسر پدید آمد. در سدهٔ هجدهم، ردا، شنل کوتاه زنانه بود و در آغاز سدهٔ نوزدهم، شال زینتی بود که از روی سینه عبور می‌کرد و از پشت بسته می‌شد، معمولاً از خز یا توری ساخته می‌شد. در پایان سدهٔ نوزدهم، ردا یک شنل شانه‌ای زنانه بود که انتهای آن‌ها در جلو کشیده بود و گاهی توسط یک کمربند در کمر نگه داشته می‌شد.